# Portatrochammina
Portatrochammina es un género de foraminífero bentónico de la subfamilia Trochammininae, de la familia Trochamminidae, de la superfamilia Trochamminoidea, del suborden Trochamminina, y del orden Trochamminida. Su especie tipo es Portatrochammina eltaninae. Su rango cronoestratigráfico abarca el Holoceno.

## Discusión
Clasificaciones previas incluían Portatrochammina en el suborden Textulariina del orden Textulariida. Otras clasificaciones lo han incluido en el orden Lituolida.

## Clasificación
Portatrochammina incluye a las siguientes especies:
- Portatrochammina antarctica
- Portatrochammina aklakensis
- Portatrochammina challengeri
- Portatrochammina eltaninae
- Portatrochammina karica
- Portatrochammina murrayi
- Portatrochammina profunda
- Portatrochammina sorosa
- Portatrochammina stenhousei
- Portatrochammina tagluensis

Otra especie considerada en Portatrochammina es:
- Portatrochammina bipolaris, considerado sinónimo posterior de Portatrochammina karica